# Heavy Fire
| Críticas profissionais                                                      | Críticas profissionais |
| Avaliações da crítica                                                       | Avaliações da crítica  |
| Fonte                                                                       | Avaliação              |
| --------------------------------------------------------------------------- | ---------------------- |
| Allmusic                                                                    | [ 1 ]                  |
| Esta tabela precisa de ser acompanhada por texto em prosa. Consulte o guia. |                        |

Heavy Fire é o terceiro álbum de estúdio da banda de hard rock Black Star Riders, lançado em 3 de fevereiro de 2017. O Black Star Riders foi formado com integrantes da banda Thin Lizzy pelo guitarrista Scott Gorham após a morte do líder do Thin Lizzy Phil Lynott. Os dois primeiros álbuns da banda, All Hell Breaks Loose e The Killer Instinct, foram lançados em 2013 e 2015, respectivamente.

## Gravação
O álbum contou com a produção de Nick Raskulinecz, o mesmo produtor de The Killer Instinct. Heavy Fire foi gravado no estúdio de Raskulinecz em Nashville, Tennessee, no outono de 2016. Gorham disse: "Poucas bandas novas conseguem gravar três álbuns nos dias de hoje. Sem dúvida, este é o melhor álbum do BSR até agora. Nós tivemos um grande tempo de gravação e não podemos por esperar para tocar as novas músicas ao vivo na turnê em Março."

## Conteúdo
"Dancing With The Wrong Girl" e "Cold War Love" são as primeiras músicas do Black Star Riders a contar com o baixista Robbie Crane, creditado como compositor. Heavy Fire é o segundo álbum de estúdio com Crane no grupo.
"Letting Go Of Me" é a primeira música do Black Star Riders a não ser co-escrita com Damon Johnson.
O álbum é o primeiro da banda a conter teclado. Damon Johnson contribuiu com mellotron em faixas não especificadas, enquanto o produtor Nick Raskulinecz toca em "Letting Go Of Me". "Testify Or Say Goodbye" faz uso de órgão, do músico de sessão Fred Mandel.

## Faixas
| N.º            | Título                                   | Compositor(es)                             | Duração |  |
| 1.             | "Heavy Fire"                             | Ricky Warwick, Damon Johnson, Scott Gorham | 4:28    |  |
| 2.             | "When The Night Comes In"                | Warwick, Johnson                           | 3:16    |  |
| 3.             | "Dancing With The Wrong Girl"            | Warwick, Johnson, Robbie Crane             | 3:22    |  |
| 4.             | "Who Rides The Tiger"                    | Warwick, Johnson                           | 4:21    |  |
| 5.             | "Cold War Love"                          | Warwick, Johnson, Crane                    | 4:06    |  |
| 6.             | "Testify Or Say Goodbye"                 | Warwick, Johnson                           | 4:18    |  |
| 7.             | "Thinking About You Could Get Me Killed" | Warwick, Johnson                           | 3:39    |  |
| 8.             | "True Blue Kid"                          | Warwick, Johnson, Gorham                   | 4:18    |  |
| 9.             | "Ticket To Rise"                         | Warwick, Johnson                           | 4:39    |  |
| 10.            | "Letting Go Of Me"                       | Warwick                                    | 3:45    |  |
| Duração total: | Duração total:                           | Duração total:                             | 40:12   |  |

| Digibook CD - Edição Limitada |        |                  |         |  |
| N.º                           | Título | Compositor(es)   | Duração |  |
| 11.                           | "Fade" | Warwick, Johnson | 4:22    |  |

## Integrantes
- Ricky Warwick – vocais, guitarra
- Scott Gorham – guitarra
- Damon Johnson – guitarra, Guitarra havaiana, mellotron, backing vocal
- Robbie Crane – baixo
- Jimmy DeGrasso – bateria, percussão

### Pessoal adicional
- Wendy Moten, Gale Mayes, Polly Rhenee[5] – backing vocal nas faixas 2 e 9
- Pearl Aday – backing vocal na faixa 6
- Fred Mandel – Órgão Hammond B3 na faixa 6
- Nick Raskulinecz – mellotron na faixa de 10